# Strawberry Feels
『Strawberry Feels』（ストロベリー フィールズ）は、BIGMAMAのメジャーデビューシングルであり、通算17枚目のシングル。2018年3月7日にUNIVERSAL J / RX-RECORDSよりリリースされた。

## 概要
前作『DOPELAND』から8ヶ月ぶりのリリース。また、ユニバーサルミュージックとパートナーシップを組み、メジャーレーベルへと移籍してから初のシングルとなる。CDのみの通常盤と、MVや特典映像が収められたDVDが同梱された初回限定盤の2形態でのリリースとなっている。
本作は『食べ物』がコンセプトとなっており、表題曲＋カップリング2曲の全3曲ともに、食べ物の名前が使用されている。ジャケット写真も食べ物や食卓をモチーフにしており、通常盤は皿の上にイチゴジャムでタイトルが書かれたデザインで、初回限定盤は、食パンの上にイチゴジャムが塗られたデザインとなっている。
表題曲「Strawberry Feels」は、MBS・TBS系ドラマイズム「賭ケグルイ」の主題歌となっている。BIGMAMAがテレビドラマのタイアップを担当するのは今回が初となる。
メジャー移籍後初作品ということもあり、「自分たちをシンプルに表現する」ということに重きをおいて作られた作品である。特に表題曲の「Strawberry Feels」では、自分たちの特徴を強く押し出すという意味で、バイオリンの音色から始まるという構成に仕上がっている。金井曰く、従来までは、過去に使用したコード進行などを使用しないようにしていたが、今回は自分たちの強みを出すという面においても、今まで使用したものを再利用しても良いというルールを自分に据えて、制作に取り掛かったという。

## 楽曲解説
Strawberry Feels
表題曲。MBS・TBS系ドラマイズム「賭ケグルイ」の主題歌として書き下ろされた楽曲。
「賭ケグルイ」の壮絶な駆け引き・騙し合いといったストーリーを表現した退廃的な世界観の歌詞に、甘美なバイオリンの旋律と鋭利なバンドサウンドが絡み合う、疾走感と重量感を兼ね備えた攻撃的な楽曲。スイーツの甘さというより、それを食べた直後に残る背徳感や罪悪感にも似た苦さが表現されている。原作をイメージしつつ、自分たちのコードやメロディーの共通部分を取り出して作られた。
ミュージックビデオは、監督として川村誠を起用し制作された。コンセプトとして『"甘美な狂気"を"Strawberry"のイメージで昇華する』ことを掲げ、カメラを34台使用し、時の変化を表現するために、50～200%可変、ハイスピード、逆回転、バレットタイムといった撮影技法が駆使された。
POPCORN STAR
2017年10月15日に日本武道館にて開催されたワンマンライブで初披露された楽曲。
タイトルにも入っているポップコーンのように、快活にはじけ飛ぶようなポップさや、2ビートでリズムを刻んでいく軽快なパンクロックさを併せ持った楽曲。
Donuts killed Bradford
ドーナツの穴を覗き穴に見立て、そこから陰鬱に覗き込んだ様子を描いたダークな楽曲。

## 収録曲

### CD
| 全作詞: 金井政人、全作曲・編曲: BIGMAMA。 |                                                                  |          |            |      |
| #                                         | タイトル                                                         | 作詞     | 作曲・編曲 | 時間 |
| 1.                                        | 「Strawberry Feels」(MBS・TBS系ドラマイズム「賭ケグルイ」主題歌) | 金井政人 | BIGMAMA    | 4:13 |
| 2.                                        | 「POPCORN STAR」                                                 | 金井政人 | BIGMAMA    | 1:59 |
| 3.                                        | 「Donuts killed Bradford」                                       | 金井政人 | BIGMAMA    | 3:53 |
| 合計時間:                                 | 合計時間:                                                        | 10:05    |            |      |

### DVD（初回限定盤のみ）
1. Strawberry Feels (Music Video)
2. 特典映像